# Leone Ginzburg
Leone Ginzburg, nato Lev Fëdorovič Ginzburg (in russo Лев Фёдорович Гинзбург?; Odessa, 4 aprile 1909 – Roma, 5 febbraio 1944), è stato un letterato e antifascista italiano di origini ebraiche russa e ucraina, animatore della cultura italiana negli anni trenta.

## Biografia

### L'infanzia e gli studi
Nato a Odessa dagli ebrei Fëdor Nikolaevič Ginzburg e Vera Griliches, era l'ultimo di tre fratelli: lo precedevano Marussa (1896) e Nicola (1899). Era in realtà figlio naturale dell'italiano Renzo Segré, con cui la madre aveva avuto una fugace relazione mentre si trovava in villeggiatura a Viareggio; Fëdor lo aveva però riconosciuto come suo e Leone stesso lo considerò sempre come il proprio padre.
La famiglia Ginzburg era benestante e culturalmente molto vivace. Fëdor, originario del governatorato di Vilnius, si chiamava in realtà Tanchum Notkovič Ginzburg, ma per ragioni di affari aveva russificato il proprio nome in Fëdor Nikolaevič (era titolare di un ufficio di rappresentanze commerciali di ditte estere). Vera, che pure aveva cambiato nome da Hava-Golda, proveniva da San Pietroburgo ed era una donna dalla forte personalità, assai attiva in campo sociale.
Dal punto di vista religioso i Ginzburg rispettavano le tradizioni ebraiche, ma avevano ampie vedute, poco propense ai dogmi. Anche in politica vigeva una notevole libertà e ciascun membro seguiva posizioni diverse: il padre era vicino al cosiddetto partito dei cadetti, la madre era di sinistra ed aderiva ai nazional-socialisti; e così i figli, con Nicola che divenne socialdemocratico e Marussa che fu attiva tra i socialisti rivoluzionari.
Figura importantissima nell'infanzia di Leone fu l'italiana Maria Segré (sorella del suo padre naturale), che sin dal 1902 viveva presso la famiglia in qualità di istitutrice. Insegnò ai tre fratelli il francese e l'italiano e fu lei a creare i rapporti tra i Ginzburg e l'Italia. Leone fu per la prima volta in Italia nel 1910, quando trascorse le vacanze a Viareggio con la madre e i fratelli. Questa consuetudine si ripeté anche negli anni successivi sino allo scoppio della Grande Guerra, nel 1914: in quell'occasione la madre e i fratelli maggiori tornarono a Odessa mentre il figlio minore, per evitargli un pericoloso viaggio in mare, rimase nella Penisola con la Segré, che divenne per lui quasi una seconda madre.

### La formazione
Il giovane Ginzburg visse in Italia per tutta la durata del conflitto, dividendosi tra Roma e Viareggio. In quest'ultima città frequentò le scuole elementari, quindi entrò nel ginnasio; suo insegnante di lettere fu Elpidio Jenco. Il compagno di scuola Norberto Bobbio lo ricordò così:
Frattanto, passati attraverso la Rivoluzione d'ottobre, i parenti rimasti in Russia si trovavano in difficoltà: nonostante avessero sostenuto la rivolta, i Ginzburg dovevano soffrire nuove pesanti limitazioni. Il primo a lasciare Odessa, nel 1919, fu Nicola il quale, temendo il richiamo alle armi, si trasferì a Torino dove si iscrisse al Politecnico. L'anno successivo tutta la famiglia si era stabilita a Torino e fu raggiunta da Leone che si iscrisse alla seconda classe del liceo classico Gioberti.
Nel 1921 i Ginzburg si spostarono ancora una volta: furono a Berlino, dove il padre aveva avviato una nuova società commerciale insieme a un amico. Leone dovette quindi riprendere la lingua russa e fu iscritto alla scuola russa della città, dove proseguì gli studi ginnasiali. Nell'autunno 1923, mentre il padre restava in Germania per lavoro, la famiglia si riportò a Torino e qui Leone preparò, nel 1924, l'esame ginnasiale.
Tra il 1924 e il 1927 concluse gli studi classici, frequentando il liceo D'Azeglio. Compagno di studi di Sion Segre Amar, Giorgio Agosti, Augusto Monti e Norberto Bobbio, ebbe come insegnanti Umberto Cosmo e Zino Zini; Cosmo, poiché non era allineato al regime fascista, fu sostituito nel 1926 dal giovanissimo Franco Antonicelli. Nel 1931 si laureò in lettere all'Università degli Studi di Torino con una tesi su Maupassant. Alla fine del 1932, Ginzburg ottiene la libera docenza di letteratura russa presso l'ateneo torinese.
L'8 gennaio 1934 nonostante fosse un giovane ventiquattrenne con davanti una promettente carriera universitaria, nonostante le leggi razziali del 1938 fossero ancora lontane (e tutt'altro che prevedibili, visto che tra Mussolini e Hitler proprio quell’anno si acuì l’antipatia reciproca che stava per sfociare in una vera e propria guerra ufficiale con il putsch del luglio di quell’anno in Austria), rifiuta di sottomettersi al giuramento di fedeltà al regime fascista e perde la cattedra (libera docenza). Nella sua lettera al preside della facoltà spiega la sua decisione: "desidero che al mio insegnamento non siano poste condizioni se non tecniche e scientifiche. Non intendo perciò prestare il giuramento sopra accennato".

### Ultimi anni
Fu studioso e docente di letteratura russa, partecipò allo storico gruppo di intellettuali di area socialista e radical-liberale (tra gli altri, Norberto Bobbio, Vittorio Foa, Cesare Pavese, Carlo Levi, Massimo Mila, Luigi Salvatorelli) che collaborarono alla nascita a Torino della casa editrice Einaudi.
In campo politico fu un federalista convinto, attivo antifascista, e, dopo aver ottenuto la cittadinanza italiana nel 1931, aderì al movimento "Giustizia e Libertà". Fu per questo arrestato il 13 marzo 1934 in seguito alle ammissioni dell'antifascista giellino Sion Segre, arrestato con Carlo Levi l'11 marzo, e su segnalazione del chimico francese René Odin, informatore dell'OVRA. Condannato a quattro anni di carcere, con cinque anni di interdizione dai pubblici uffici, beneficiò di due anni di condono condizionale. Rilasciato nel 1936, proseguì la sua attività letteraria e di antifascista.
Nel 1938 sposò Natalia Levi (meglio nota come Natalia Ginzburg), dalla quale ebbe due figli e una figlia: Carlo Ginzburg, poi divenuto noto storico, Andrea, economista, e Alessandra, psicanalista. Nel giugno del 1940 fu mandato al confino a Pizzoli, in Abruzzo, fino alla caduta del fascismo: in quel periodo lavorò alla revisione della sua traduzione di Guerra e pace.
Liberato nel 1943 alla caduta del fascismo, si spostò a Roma dove fu uno degli animatori della Resistenza nella capitale. Nuovamente catturato e incarcerato a Regina Coeli, fu torturato dai tedeschi perché rifiutò di collaborare. Dopo un violento interrogatorio da parte delle SS, con volto e labbra tumefatte, dirà al detenuto Sandro Pertini: «Guai a noi se domani non sapremo dimenticare le nostre sofferenze, guai se nella nostra condanna investiremo tutto il popolo tedesco». Morì in carcere, in conseguenza delle torture subite, la mattina del 5 febbraio 1944. È sepolto presso il cimitero del Verano di Roma.
Saranno pubblicati postumi la raccolta di saggi Scrittori russi nel 1948 e il volume di Scritti nel 1964.

## Opere
- Scrittori russi, Collana Saggi, Torino, Einaudi, 1948. Nuova edizione a cura di Dario Pontuale, readerforblind, Roma, 2022.
- Scritti, Introduzione di Norberto Bobbio, Collana Saggi n.338, Torino, Einaudi, 1964. Nuova edizione a cura di Domenico Zucaro, prefazione di Luisa Mangoni, Collezione Biblioteca n. 99, Einaudi, 2000.
- Lettere dal confino 1940-1943, A cura di Luisa Mangoni, Collezione Biblioteca, Torino, Einaudi, 2004, ISBN 978-88-06-16566-6.
- La tradizione del Risorgimento, Prefazione di Maurizio Viroli, Collana etcetera, Roma, Castelvecchi, 2014, ISBN 978-88-6826-143-6.
- Garibaldi e Herzen, Collana etcetera, Roma, Castelvecchi, 2015, ISBN 978-88-6944-095-3.